# Armadillo albomarginatus
Armadillo albomarginatus är en kräftdjursart som beskrevs av Dollfus 1892. Armadillo albomarginatus ingår i släktet Armadillo och familjen Armadillidae. Inga underarter finns listade i Catalogue of Life.